# Петроний Максим
Фла́вий Петро́ний Ма́ксим (лат. Flavius Petronius Maximus; 396 или 397, Рим, Западная Римская империя — предположительно, 31 мая 455, Рим) — римский император с 17 марта по 31 мая 455 года.
Петроний Максим происходил из знатного рода. По всей видимости, он был причастен к убийству императора Валентиниана III, после смерти которого вступил на престол. Вдову Валентиниана, Лицинию Евдоксию, Максим принудил выйти за него замуж. По легенде, она призвала на помощь правителя вандалов Гейзериха. Вскоре вандальский флот поднялся по Тибру, и варвары осадили Рим. Спустя некоторое время город пал; последовавшие грабежи, насилия и убийства продолжались две недели. Император попытался бежать из столицы, но погиб от рук римских горожан.

## Жизнь до прихода к власти

### Семья
Будущий император Флавий Петроний Максим родился около 396 года (возможно, в 397 году). Точное его происхождение до сих пор неизвестно, однако в настоящее время считается, что он принадлежал к знатному римскому роду Анициев. Родственник позднего императора Олибрия, Максим предположительно был сыном проконсула Африки Аниция Пробина, внуком влиятельного политического деятеля и консула второй половины IV века Секста Клавдия Петрония Проба и Аниции Фальтонии Пробы.
Вероятно, что сообщение, рассказывающее о тратах некоего богача Максима на претуру своего сына, принадлежащее историку Олимпиодору Фиванскому, относится к отцу Петрония. Поздние авторы, такие как Прокопий Кесарийский и Георгий Кедрин, рассказывают о родстве Петрония Максима с узурпатором IV века Магном Максимом, но их рассказы, по мнению историка Ральфа Мэзисена, — «чистейшая спекуляция». Возможно, префект Рима Петроний Перпенна Магн Квадратиан был родственником императора, а консул 523 года Флавий Максим — потомком.

### Карьера
До прихода к власти Петроний Максим сделал блестящую карьеру сенатора. Если сообщение Олимпиодора относится именно к нему, то можно предположить, что около 411 года он занимал должность претора, в ту эпоху чисто церемониальную (её носитель отвечал за финансирование дорогих цирковых игр), и провёл преторские игры. Приблизительно в 415 году, в возрасте около 18 лет, Петроний Максим был трибуном и нотарием (низшая имперская секретарская должность). Затем с 416 по 419 год он пребывал в должности комита священных щедрот Запада, то есть заведовал налогообложением и управлял различными государственными предприятиями.
С января или февраля 420 года по август или сентябрь 421 года Петроний Максим был префектом города Рима, а после непродолжительного перерыва занимал эту должность вторично (примерно до 439 года); находясь на этом посту, Максим реставрировал Старую Базилику Святого Петра. Кроме того, он также был префектом претория на Западе в период между 421 и 439 годами; он находился на этом посту либо между двумя префектствами над Римом, либо во время второго пребывания в этой должности. В 433 году Максим был консулом вместе с восточным императором Феодосием II.
С августа 439 года по февраль 441 года он находился на посту префекта претория Италии (в том же году Эпархий Авит был префектом претория Галлии), в 443 году получил второе консульство с Флавием Патерием. Между 443 и 445 годами Максим построил форум в Риме на Целийском холме, между Лабиканской дорогой и Базиликой Святого Климента. В течение этого года он недолгое время являлся наиболее могущественным человеком в Риме — вплоть до вступления в звание консула в следующем году военачальника Западной империи Флавия Аэция. К 10 декабря 445 года Петронию Максиму было присвоено почётное звание патрикия (этим днём датирован первый документ, адресованный ему как патрикию).
Очевидно, что вражда между Петронием Максимом и Аэцием, влиятельным патрикием и военным магистром Запада, привела к событиям, которые постепенно ослабили Западную Римскую империю. Основную выгоду из этого противостояния извлёк Максим, вступивший на престол в результате двух убийств: сначала Аэция в 454 году, а затем и западного римского императора Валентиниана III 16 марта 455 года.

## Вступление Петрония Максима на престол

### Убийство Аэция
По сообщению историка Иоанна Антиохийского, Петроний Максим приобрёл существенное влияние на императора Валентиниана III и убедил его собственноручно совершить убийство Аэция. Прокопий Кесарийский излагает свою версию событий. Согласно его рассказу, у Максима была очень красивая жена; император захотел вступить с ней в связь, но получил отказ, после чего задумал добиться своего обманом.
Пригласив Максима во дворец, Валентиниан предложил ему сыграть в шахматы. Они договорились, что проигравший выплатит победителю определённую сумму денег золотом. Император выиграл; получив в качестве залога перстень Максима, он послал с ним слуг в дом проигравшего, приказав сказать его жене, что муж приказывает ей немедленно явиться во дворец, чтобы приветствовать императрицу Лицинию Евдоксию. Женщина поверила императорским слугам и пришла, после чего Валентиниан изнасиловал её в одном из дальних покоев дворца. Вернувшись домой, она всё рассказала Максиму. Поначалу она обвиняла мужа в предательстве, полагая, что это он передал её в руки императора. Максим поклялся отомстить, однако его главным стремлением всё же оставалось избавление от давнего ненавистного соперника — Аэция.
По словам Иоанна Антиохийского, Петроний Максим прекрасно понимал, что не сможет отомстить Валентиниану, пока Аэций будет жив. Поэтому он тайно сговорился с евнухом Валентиниана, примицерием священной опочивальни Ираклием, который долго боролся с прославленным военачальником за контроль над императором. Вдвоём Максим и Ираклий убедили Валентиниана, что Аэций намерен убить его и захватить престол. На самом деле Аэций планировал женить своего сына Гауденция на дочери императора (предположительно, Евдокии); между ним и Валентинианом уже было заключено соглашение по этому поводу. Валентиниан, усмотрев в этом повод для подозрений, поверил Максиму и Ираклию и согласился убить своего военачальника. Во время встречи с Аэцием 21 сентября 454 года император нанёс полководцу первый удар, вонзив меч в его грудь, а слуги во главе с Ираклием добили тяжелораненного.
Одновременно с этим был убит префект претория Боэций. До того, как о смерти Аэция стало известно, император пригласил каждого из его влиятельных друзей во дворец, где всех их умертвили поодиночке. Это событие потрясло и ужаснуло не только римлян, но и варваров, уважавших военачальника. Когда Валентиниан спросил одного римлянина, хорошо ли он сделал для себя, убив Аэция, тот ему ответил, что не может знать, дурно ли это, зато отлично знает, что император левой рукой отрубил себе правую.

### Убийство Валентиниана III
После гибели Аэция Максим попросил Валентиниана назначить его на должность, которую занимал убитый (то есть сделать его консулом), но император отказался, поскольку Ираклий посоветовал ему не давать никому такой же власти, как Аэцию. Согласно Иоанну Антиохийскому, Максим был так раздражён отказом Валентиниана назначить его военным магистром, что задумал убить императора. Он выбрал в качестве сообщников Оптилу и Траустилу, двух скифов, воевавших под командованием Аэция и после его смерти ставших императорскими стражниками.
Максим легко убедил скифов, что Валентиниан был единственным ответственным за смерть Аэция, и предложил им отомстить за своего предводителя, пообещав награду за предательство императора. 16 марта 455 года Валентиниан отправился на Марсово поле с несколькими охранниками, среди которых были Оптила, Траустила и их сообщники. Как только император спешился, чтобы попрактиковаться в стрельбе из лука, Оптила ударил его в висок. Когда Валентиниан обернулся, чтобы увидеть нападавшего, Оптила убил его. В тот же момент Траустила умертвил Ираклия. Скифы забрали императорский венец и одеяние, после чего отвезли их Максиму.
Внезапная смерть Валентиниана III оставила Западную Римскую империю без законного наследника престола. На трон рассчитывали несколько кандидатов, которых поддерживали различные группы имперской бюрократии и военные. В частности, армия разделилась на три части, следуя за тремя основными кандидатами: Максимианом, бывшим доместиком Аэция, сыном египетского купца Домнина, разбогатевшего в Италии; будущим императором Майорианом, который командовал армией после смерти Аэция и пользовался поддержкой императрицы Лицинии Евдоксии; наконец, самим Петронием Максимом, за которого выступал римский сенат. В конце концов Максим победил конкурентов, умело распределяя деньги между чиновниками императорского дворца, и 17 марта взошёл на трон.

## Правление и гибель
Получив фактическую власть, Максим решил породниться с династией Феодосия, чтобы обосновать законность своего правления, и женился на Лицинии Евдоксии, вдове Валентиниана III. Лициния вышла за него замуж неохотно, поскольку догадывалась, что именно Петроний организовал убийство её мужа. Проспер Аквитанский пишет, что Максим запретил ей оплакивать Валентиниана. Сам император лишь поспособствовал укреплению этих подозрений, поскольку не только не казнил убийц, но и возвысил их. В Константинополе, столице Восточной Римской империи, Максима отказались признать императором Запада; пытаясь укрепить своё положение, он назначил Эпархия Авита военным магистром Галлии и отправил его в Толозу, чтобы заручиться поддержкой вестготского короля Теодориха II. О попытках Максима обеспечить лояльность армии также свидетельствует то, что за недолгое время его правления в Риме было отчеканено много золотых монет, которыми платили жалование военным. При этом ни одной медной или серебряной монеты, датированной этим периодом, не сохранилось.
Император отменил помолвку Евдокии, дочери Лицинии Евдоксии, с Хунерихом, сыном короля вандалов Гейзериха, которая предположительно была частью мирного договора Валентиниана III с вандалами. Это вызвало ярость Гейзериха, искавшего предлог для того, чтобы откликнуться на просьбу Лицинии о помощи; вандалы начали готовиться к вторжению в Италию. Лициния Евдоксия не могла надеяться на сколь-нибудь существенную помощь от Восточной Римской империи: её отец Феодосий II и тётя Пульхерия к тому времени скончались, и государством правил незнакомый ей человек. Согласно легенде, она просила помощи у вандалов, желая отомстить за Валентиниана — по сообщению Прокопия Кесарийского, Петроний Максим признался Лицинии, что убил императора из-за любви к ней.
В мае 455 года, после двух с лишним месяцев правления Максима, до Рима дошла весть, что Гейзерих отправился в поход на Италию. Как только это известие распространилось, горожан охватила паника, и многие из них покинули свои дома. Эпархий Авит к тому времени ещё не вернулся с ожидаемым вестготским подкреплением. Император решил, что попытки защититься от нападения вандалов окажутся безрезультатными, и попытался организовать свой побег, призывая сенат оставить город вместе с ним. По мнению Эдварда Гиббона, Петроний Максим мог быть легко проинформирован о подготовке Гейзериха к походу, однако он ожидал противника с безразличием.
Максим выехал из Рима 31 мая 455 года, но был схвачен толпой разъярённых горожан, закидавших его камнями до смерти (по версии историка Иордана, он был убит «неким римским солдатом по имени Урс») (известно, что позже два солдата, римлянин и бургунд, спорили между собой, кто из них нанёс императору смертельный удар). Его тело было разорвано на куски и брошено в Тибр. По версии Проспера Аквитанского, Максим был убит своими слугами. Есть разные мнения относительно даты смерти Максима: Эдвард Гиббон утверждал, что убийство императора произошло 12 июня; Ральф Мэсизен называл дату 22 мая, а Майкл Грант и Джон Норвич — 31 мая (последняя версия на сегодняшний день наиболее распространена). Правление Петрония Максима продлилось всего 78 дней. Его сын от первого брака, Палладий, который носил титул цезаря между 17 марта и 31 мая и женился на своей сводной сестре (предположительно на Евдокии), по-видимому, также был убит.
2 июня 455 года, через три дня после смерти Максима, Гейзерих выступил из Остии, после чего захватил беззащитный Рим. Вместо того чтобы оказать сопротивление врагу, римляне выслали навстречу вандалам процессию, которую возглавлял Папа Римский Лев I с представителями духовенства. Благодаря увещеваниям Льва Гейзерих отказался от расправы над пленными и обязался защищать здания от пожаров, а также приказал вандалам воздержаться от резни в городе. Разграбление Рима длилось четырнадцать дней и ночей; последние остатки государственных сокровищ и частных богатств старательно сгружались на вандальские корабли. Варвары опустошили императорские дворцы, сняли с Капитолия позолоченную крышу, захватили трофеи императора Тита, взятые им при штурме Иерусалима в 73 году, и многие другие ценности. Вместе с добычей в Карфаген отправилась императрица Лициния Евдоксия с дочерьми Плацидией и Евдокией.
Сидоний Аполлинарий писал о правлении Петрония Максима в письме к Серрану:
«<…> Когда, приложив все возможные усилия, он достиг ненадёжной вершины императорского величия, голова его вскружилась под короною вследствие неограниченной власти… Когда он добился звания августа и под этим предлогом был заточён за дверями дворца, он стонал и охал с утра до ночи, потому что достиг вершины своих честолюбивых помыслов… Потому что, хотя он прошёл через все высокие придворные посты мирно и спокойно, возвысившись над двором как император, он стал проявлять исключительную жестокость, подавляя беспорядки среди солдат, граждан и союзных народов. И всё это обнаружилось наиболее явно перед его кончиной, которая была странной, быстрой и ужасной: после того как Фортуна долгое время баловала его, его последний предательский поступок утопил его в крови, словно скорпиона, поразившего себя своим же хвостом. Некий Фульгенций говаривал, что будто бы слышал из уст самого Петрония Максима, когда он был обременён ношей Империи и тосковал по былому спокойствию, причитания: „Ты счастливец, Дамокл, приговорённый сидеть на пиру под обнажённым мечом, потому что не должен страдать от своих королевских обязанностей более, чем длится одна трапеза!“»

## Итоги правления
Правление Петрония Максима продолжалось всего 78 дней, поэтому делать выводы о личности императора трудно. Из его карьеры видно, что он обладал опытом гражданского управления, но не был военным. Так как Петроний Максим не контактировал с армией, в дальнейшем его правление могло бы быть существенно затруднено. Короткий период власти Петрония Максима напоминает об эпохе недолговечных солдатских императоров — с тем различием, что бо́льшую власть теперь имели германские полководцы.
Таким образом, фактические носители власти находились вне Рима. Это способствовало формированию интересной внутриполитической ситуации: теперь сенат мог оказывать влияние на происходящие вокруг престола события. Чем ближе к Италии смещалась граница с германскими королевствами, тем менее защищённым чувствовало себя население вечного города, тем меньше оно было довольно существующим правлением. Поэтому богатые патрикии стали строить поместья на Сицилии, чтобы избежать постоянной угрозы, нависавшей над Римом.